# Église Saint-Just-et-Saint-Pasteur de Grézian
L'église Saint-Just-et-Saint-Pasteur de Grézian est une église catholique du XIIe siècle située à Grézian, dans le département français des Hautes-Pyrénées en France.

## Localisation
L'église Saint-Just-et-Saint-Pasteur est située à l'extrémité nord du village, en surplomb des habitations.

## Historique
L'ancienne église paroissiale se trouvait à l'entrée du village non loin de la Neste.

La tradition orale rapporte que l'église actuelle serait une ancienne chapelle castrale.

L'église a sans doute été construite à l'époque romane aux alentours du XIIe siècle.La nef fut agrandie au XVIe siècle par la construction de deux chapelles au nord.

Une première chapelle, dédiée à Notre Dame-de -Pitié aurait été bâtie entre 1545 et 1558 et à la suite de l'adjonction d'une seconde chapelle en 1586, l'édifice se trouve doté d'un bas-côté 
Jusqu'en 1857, la paroisse était une cure principale avec celle de Gouaux pour annexe.

Au milieu du XIXe siècle des travaux de consolidation furent entrepris après un tremblement de terre qui fragilisa l'église.

## Architecture
L'église, de style roman, est une nef prolongée par une abside semi-circulaire et doublée  d'un bas-côté au nord.

La clé de voûte de la chapelle nord est ornée d'armoiries.

## Galerie de photos

Sélection de vues diverses
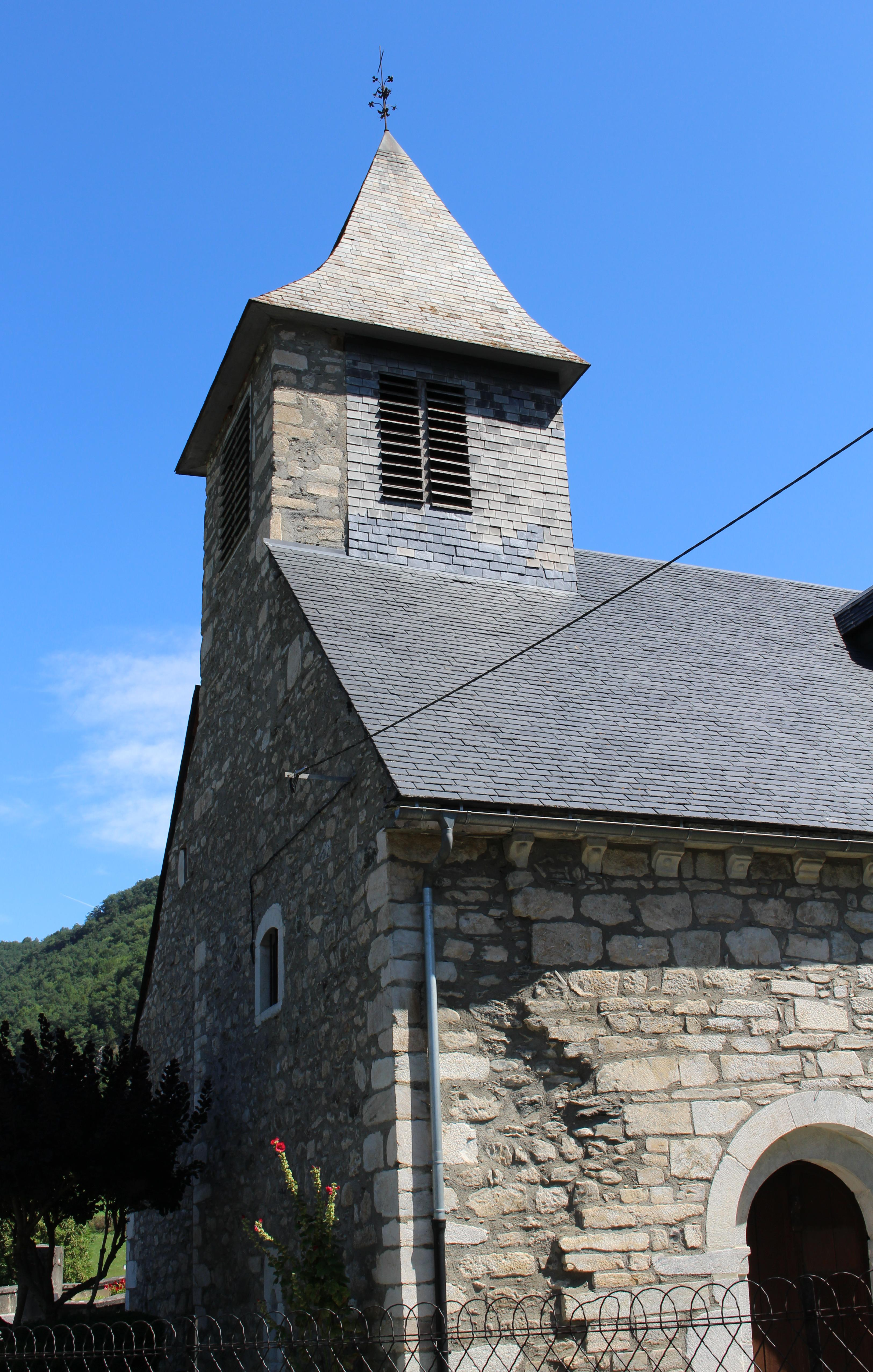
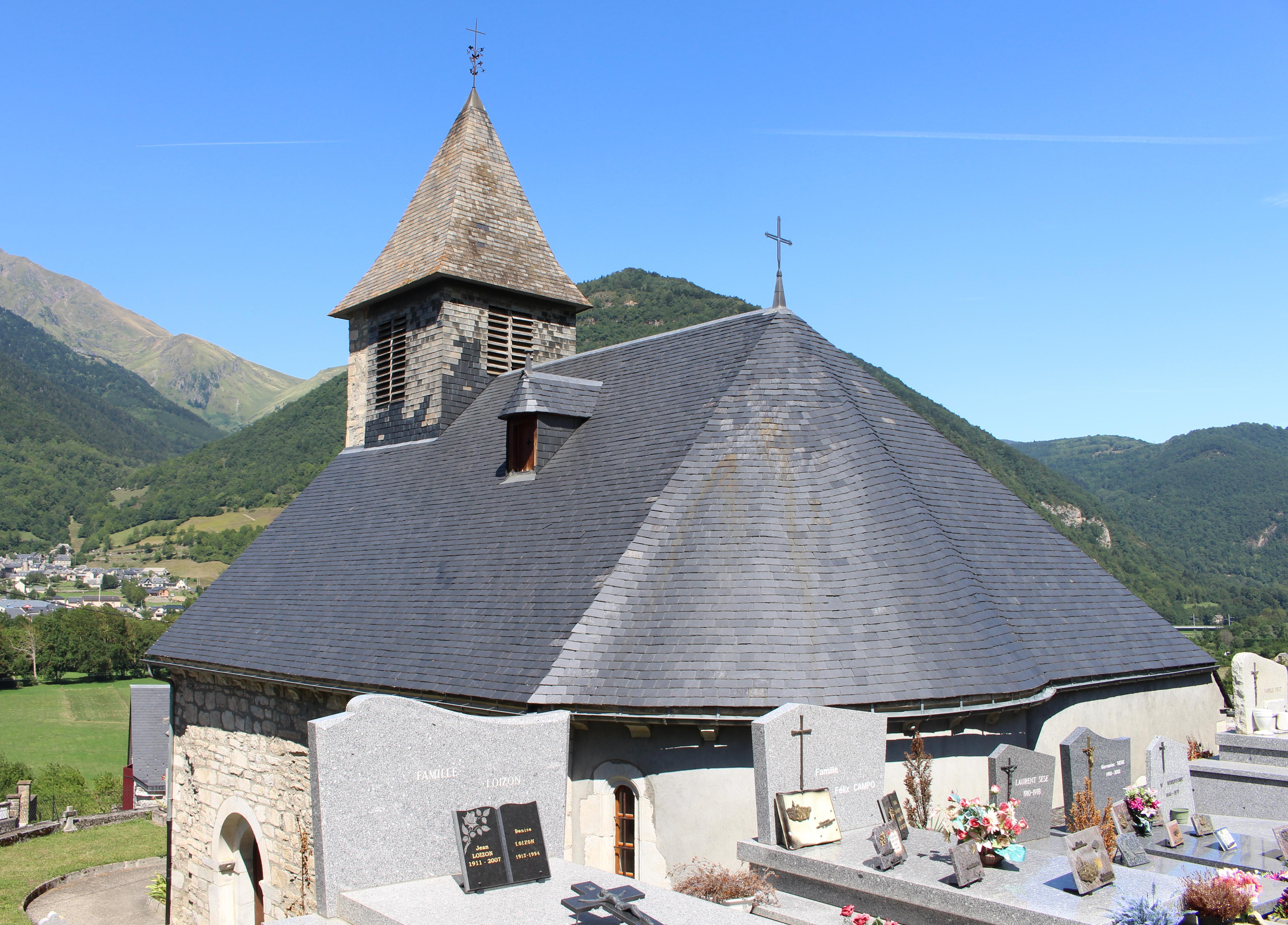
Vue depuis le cimetière.
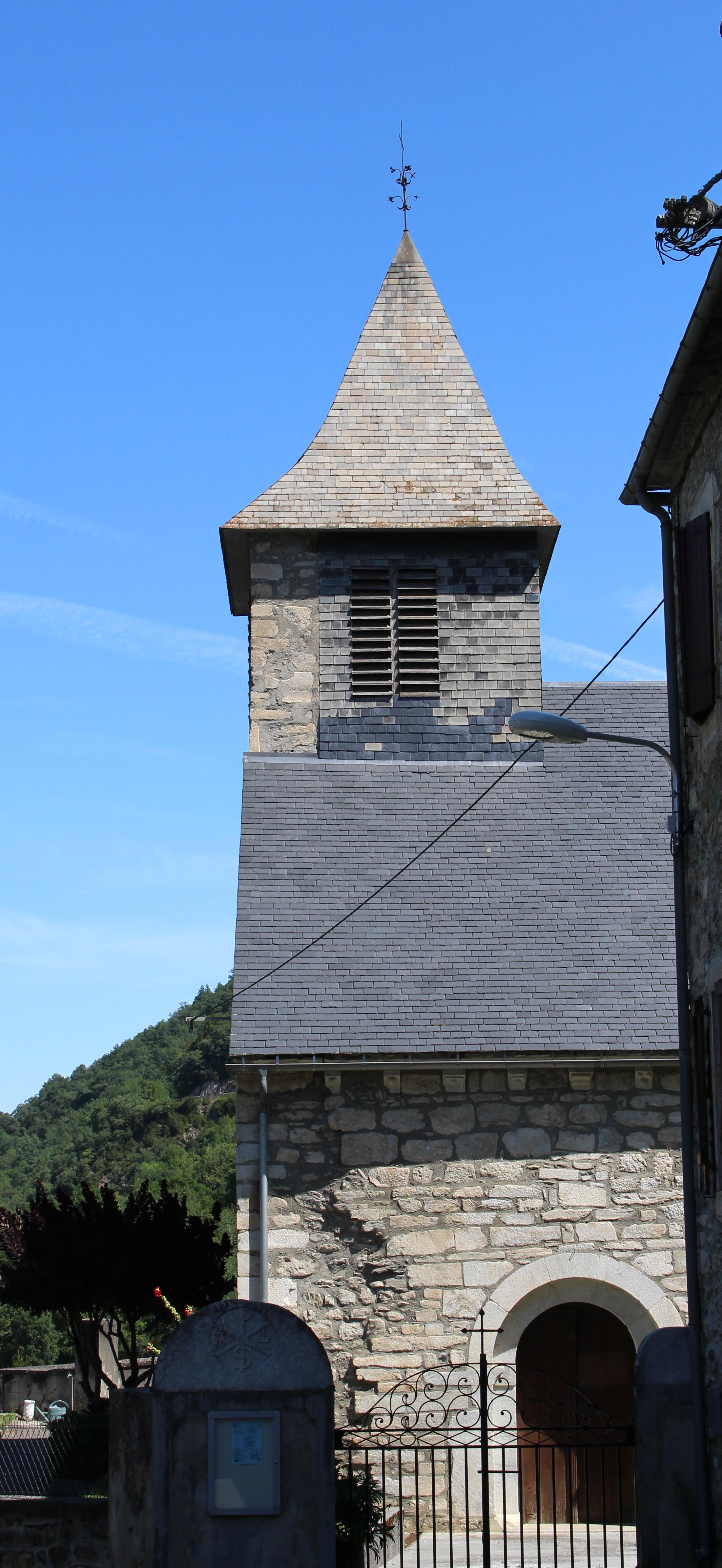
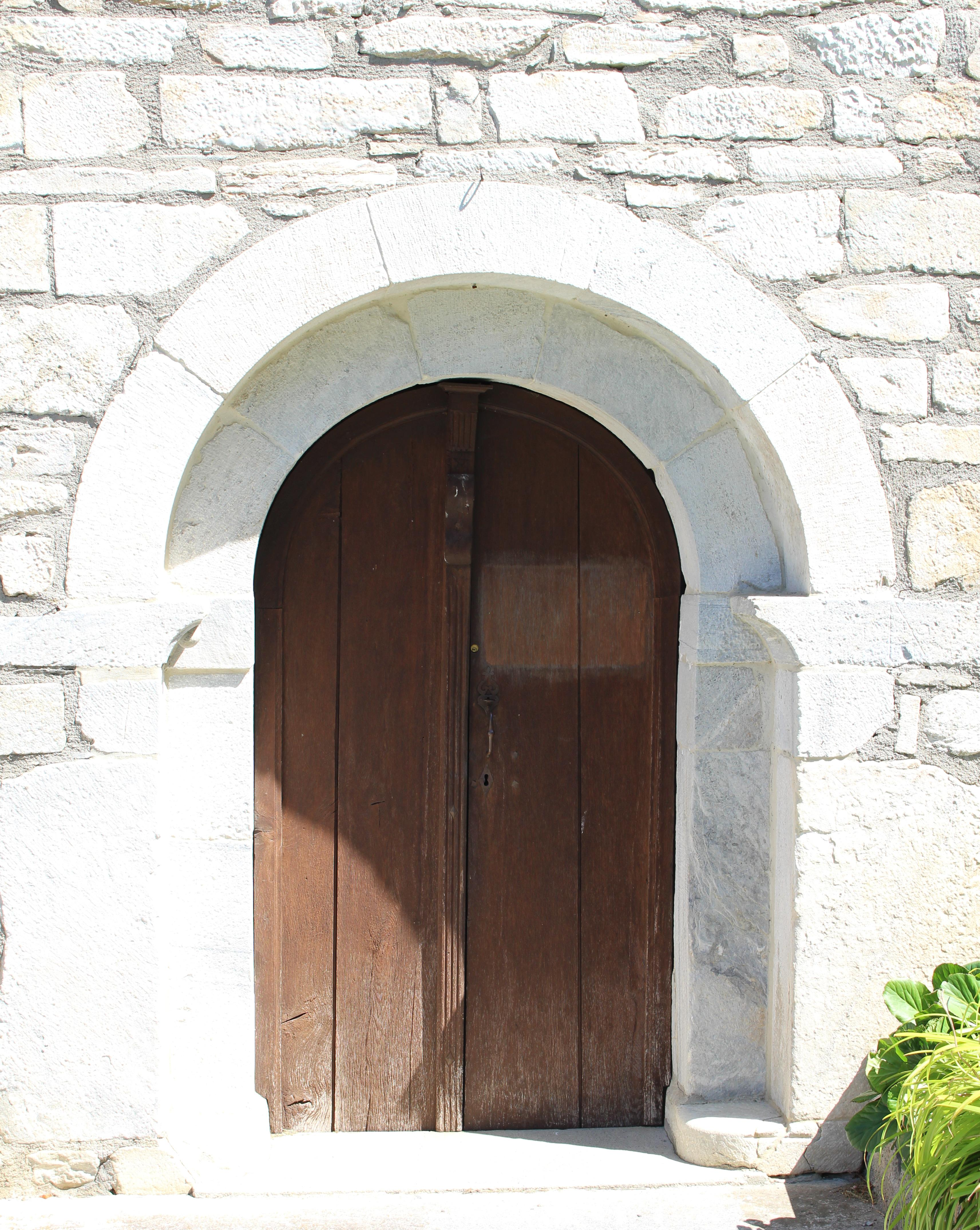
Porte.